# Reichenbach (Presseck)

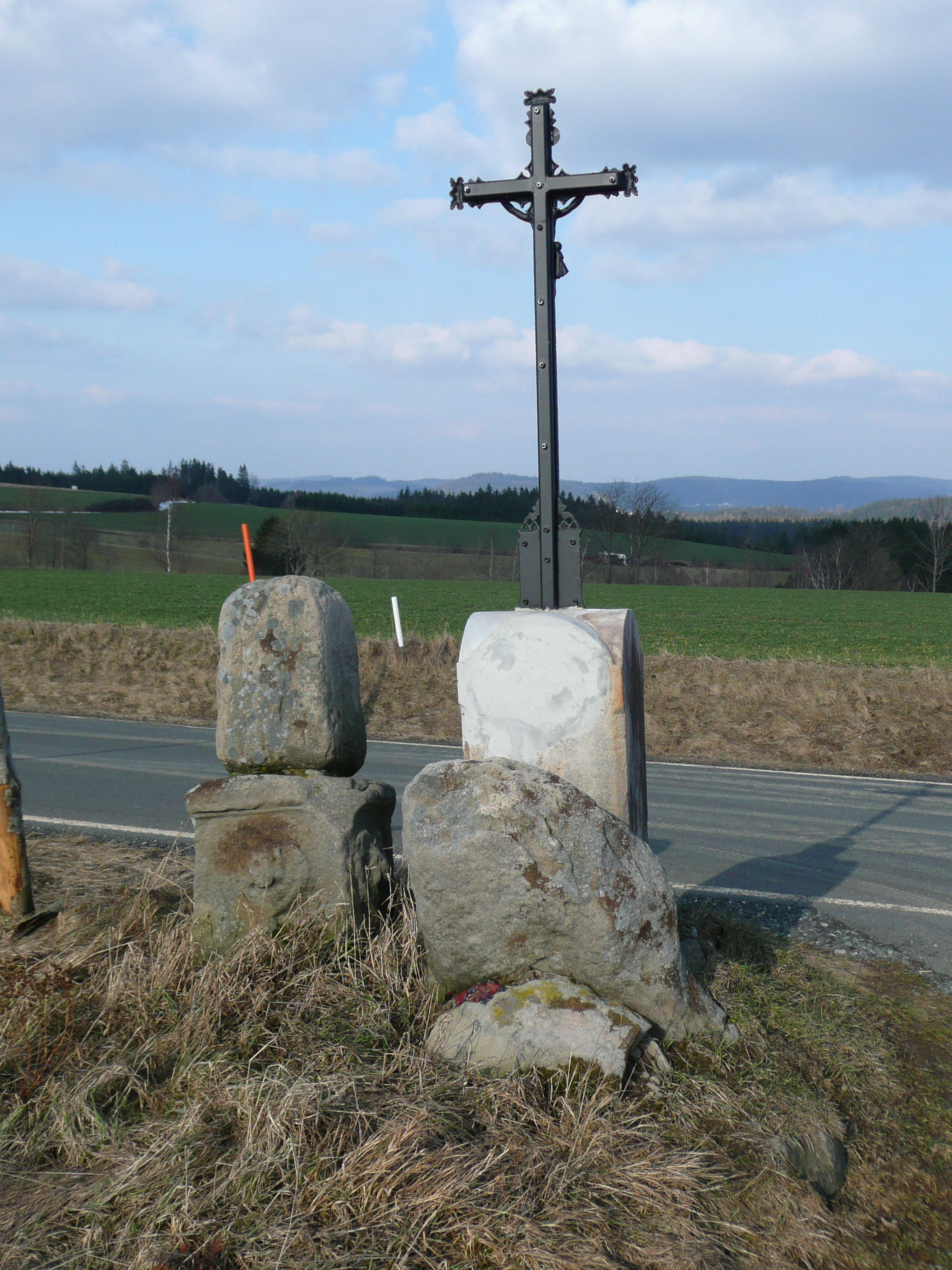
Das nordwestlich des Ortes gelegene Kruzifix

Reichenbach ist ein Gemeindeteil des Marktes Presseck im Landkreis Kulmbach (Oberfranken, Bayern). Die Gemarkung Reichenbach hat eine Fläche von 8,045 km². Sie ist in 612 Flurstücke aufgeteilt, die eine durchschnittliche Flurstücksfläche von 13145,27 m² haben. In ihr liegen neben dem namensgebenden Ort die Gemeindeteile Altenreuth, Haid und Schmölz.

## Geografie
Das Kirchdorf befindet sich auf einem Höhenzug des Frankenwaldes in einer Rodungsinsel. Im Norden liegt der Wallenfelser Forst, der durch das Tal der Wilden Rodach geteilt wird. Die Kreisstraße KU 24 durchquert den Ort und verläuft nach Altenreuth (1,2 km südwestlich) bzw. nach Kunreuth (2,5 km südöstlich). Ein Anliegerweg führt nach Haid (0,7 km nordwestlich).

## Geschichte
Reichenbach wurde als Waldhufendorf angelegt.
Gegen Ende des 18. Jahrhunderts bestand Reichenbach aus 21 Anwesen (1 Fronhof, 3 Höfe, 12 Güter, 2 Gütlein, 3 Tropfhäuslein) und einer Gemeindeschmiede. Das Hochgericht ünte das bambergische Centamt Wartenfels aus. Das Amt Wartenfels war Grundherr sämtlicher Anwesen.
Als das Hochstift Bamberg infolge des Reichsdeputationshauptschlusses 1802 säkularisiert und unter Bruch der Reichsverfassung vom Kurfürstentum Pfalz-Baiern annektiert wurde, wurde Reichenbach zu einem Bestandteil der während der „napoleonischen Flurbereinigung“ gewaltsam in Besitz genommenen neubayerischen Gebiete.
Mit dem Gemeindeedikt wurde Reichenbach dem 1808 gebildeten Steuerdistrikt Wartenfels und der zeitgleich gebildeten Ruralgemeinde Wartenfels zugewiesen. Am 12. April 1845 entstand die Gemeinde Reichenbach, zu der Altenreuth, Schmölz und Teichbühl gehörten. Sie war in Verwaltung und Gerichtsbarkeit dem Landgericht Stadtsteinach zugeordnet und in der Finanzverwaltung dem Rentamt Stadtsteinach (1919 in Finanzamt Stadtsteinach umbenannt). Ab 1862 gehörte Reichenbach zum Bezirksamt Stadtsteinach (1939 in Landkreis Stadtsteinach umbenannt). Die Gerichtsbarkeit blieb beim Landgericht Stadtsteinach (1879 in Amtsgericht Stadtsteinach umgewandelt). Die Gemeinde hatte ursprünglich eine Fläche von 7,484 km², 1964 waren es nur noch 6,360 km². Am 1. Juli 1972 kam Haid von der aufgelösten Gemeinde Geuser hinzu. Am 1. Januar 1976 wurde im Zuge der Gebietsreform in Bayern die Gemeinde nach Wartenfels eingegliedert, das ihrerseits am 1. Mai 1978 in die Gemeinde Presseck eingegliedert wurde.

### Baudenkmäler
In Reichenbach gibt es zwei denkmalgeschützte Objekte, darunter eine etwa 200 Meter nordwestlich des Dorfes gelegene Marter, die als gusseisernes Kruzifix auf einer Granitstele ausgeführt ist.
Die folgenden Bauwerke listete Karl-Ludwig Lippert in dem Buch Landkreis Stadtsteinach von 1964 als Kunstdenkmäler auf. Sie sind in der Denkmalschutzliste nicht geführt, da sie entweder nicht aufgenommen, abgerissen oder stark verändert wurden.
- Katholische Filialkirche Maria Königin des Friedens. 1957/58 nach Plänen von Rudolf Heinle errichtet.[16]
- Haus Nr. 22: Eingeschossiges, verputzt massives Wohnstallhaus mit Satteldach (um 1890 einschließlich Zwerchhaus erneuert); Wohnungstür in Granitrahmung, Scheitelstein bezeichnet „JTS 1821“.[16]

### Einwohnerentwicklung
Gemeinde Reichenbach
| Jahr      | 1852   | 1855   | 1861   | 1867   | 1871   | 1875   | 1880   | 1885   | 1890   | 1895   | 1900   | 1905   | 1910   | 1919   | 1925   | 1933   | 1939   | 1946   | 1950   | 1952   | 1961   | 1970   |
| Einwohner | 314    | 311    | 319    | 300    | 312    | 348    | 370    | 343    | 337    | 312    | 295    | 305    | 304    | 315    | 318    | 293    | 266    | 390    | 365    | 309    | 258    | 247    |
| Häuser    |        |        |        |        | 46     |        |        | 55     | 49     |        | 50     |        |        |        | 52     |        |        |        | 56     |        | 57     |        |
| Quelle    | [ 18 ] | [ 18 ] | [ 19 ] | [ 20 ] | [ 21 ] | [ 22 ] | [ 23 ] | [ 24 ] | [ 25 ] | [ 18 ] | [ 26 ] | [ 18 ] | [ 27 ] | [ 18 ] | [ 28 ] | [ 18 ] | [ 18 ] | [ 18 ] | [ 10 ] | [ 18 ] | [ 11 ] | [ 29 ] |

Ort Reichenbach
| Jahr      | 001818 | 001819 | 001861 | 001871 | 001885 | 001900 | 001925 | 001950 | 001961 | 001970 | 001987 |
| Einwohner |        | 162    | 185    | 204    | 218    | 189    | 221    | 264    | 190    | 175    | 156    |
| Häuser    | 29     |        |        |        | 29     | 30     | 33     | 38     | 40     |        | 40     |
| Quelle    | [ 9 ]  | [ 30 ] | [ 19 ] | [ 21 ] | [ 24 ] | [ 26 ] | [ 28 ] | [ 10 ] | [ 11 ] | [ 29 ] | [ 1 ]  |

## Religion
Reichenbach ist katholisch geprägt und nach St. Bartholomäus in Wartenfels gepfarrt.